# Andreas Laurentii Malmström
Andreas Laurentii Malmström, död troligen 1727, var en svensk musiker, känd som nedtecknare av Riddarholmshandskriften.  
Malmström härstammade sannolikt från Malmön i Arnäs socken. Han var elev i Gävle skola och i gymnasiet från 1687. Han blev student vid Uppsala universitet 1690. 1693 tillträdde han som sjungare i Jacobs kyrka och lärare i Jacobs skola. Han var borgmästare i Luleå stad 1710 till 1725.